# Synaphie
Synaphie (altgriechisch συνάφεια synapheia, deutsch ‚Verbindung‘, ‚Gemeinschaft‘) bezeichnet in der antiken Verslehre den sich über Versgrenzen hinweg erstreckenden rhythmischen Zusammenhang mehrerer Verse, das heißt, dass insbesondere am Versende keine Verkürzung durch Katalexis und kein Brevis in longo erscheinen darf. Andernfalls liegt Asynaphie vor.
Sequenzen mehrerer durch Synaphie verbundener Verse bezeichnet man insbesondere in Astropha als Systeme.
In der deutschen Metrik spricht man von Synaphie, metrischer Zeilenbindung, Fugung oder gefugtem Versübergang, wenn
- einem Vers mit einsilbiger Kadenz (endet mit betonter Silbe) ein Vers mit Auftakt (beginnt mit unbetonter Silbe) folgt bzw.
- wenn einem Vers mit mehrsilbiger Kadenz (endet auf unbetonter Silbe) ein Vers ohne Auftakt (beginnt mit betonter Silbe) folgt.

Asynaphie oder ungefugter Versübergang liegt demnach dann vor, wenn an der Versgrenze zwei betonte Silben (Hebungen) bzw. zwei unbetonte Silben (Senkungen) aufeinandertreffen. Das unmittelbare Aufeinandertreffen zweier betonter Silben wird auch als Hebungsprall bezeichnet.
Als Beispiel für den gefugten Übergang die folgenden Verse aus Hartmann von Aues Der arme Heinrich:
Dienstman was er zẹ Ouwe

 |  × ́ ×  |  × ́ ×  |  ── ́  |  × ́ ^ ‖ 

er nam im manige schouwe

×  |  × ×  |  ◡ ́ ◡ ×  |  ── ́  |  × ́ ^  ‖ 
Die metrische Form der Verse ist hier in der von Andreas Heusler entwickelten Notation wiedergegeben.
Die bekannten ersten beiden Verse des gleichen Werks liefern ein Beispiel für einen ungefugten Übergang:
Ein ritter so gelêret was

×  |  × ́ ×  |  × ́ ×  |  × ́ ×  |  × ́ ^ ‖ 

daz er an den buochen las

 |  × ́ ×  |  × ́ ×  |  × ́ ×  |  × ́ ^ ‖ 
Als Beispiel aus der neueren deutschen Dichtung die folgenden Verse aus Heinrich Heines Buch der Lieder:
Im wunderschönen Monat Mai,

◡—◡—◡—◡—

Als alle Knospen sprangen,

◡—◡—◡—◡

Da ist in meinem Herzen

◡—◡—◡—◡

Die Liebe aufgegangen.

◡—◡—◡—◡
Hier behält der Übergang zwischen Vers 1 und 2 den jambischen Rhythmus bei und ist daher gefugt, die Übergänge zwischen 2 und 3 und zwischen 3 und 4 sind ungefugt.